# Heroes of the Storm
Heroes of the Storm — многопользовательская компьютерная игра в жанре MOBA, разработанная Blizzard Entertainment для Microsoft Windows и macOS. В игре собраны персонажи всех четырёх вселенных Blizzard. Является free-to-play игрой с микротранзакциями.

## Игровой процесс
Как и в других играх жанра MOBA, в Heroes of the Storm участвуют две команды по 5 игроков, цель которых — разрушить цитадель противника. Каждый игрок управляет одним героем. Но есть исключения: например, герой Потерявшиеся Викинги представляет собой трёх самостоятельных персонажей. Подобно играм жанра RTS, управлять или можно как по отдельности, так и всеми сразу, предварительно выделив их мышкой. Также в игре есть Чо’Галл — двухголовый огр, управляемый двумя игроками одновременно.
В отличие от других игр жанра, в Heroes of the Storm у игрока нет собственного опыта — он общий для всей команды. Когда команда накапливает определённое количество очков опыта, она получает новый уровень, что мгновенно увеличивает здоровье и наносимый урон всех героев (на 4% за каждый новый уровень). Максимальный уровень — 30-й. На уровнях 1, 4, 7, 10, 13, 16 и 20 каждому игроку даётся возможность выбрать один талант и усилить персонажа (герой Хроми получает таланты на два уровня раньше). Также в матче отсутствуют характерные для жанра валюта и магазин снаряжения.

### Базы
Базы команд абсолютно идентичны и состоят из следующих объектов:
- Цитадель — главное строение, потеря которого означает поражение. Помимо здоровья, у цитадели есть щит, который защищает её от незначительного урона и медленно восстанавливается.
- Форты и крепости — крепкие оборонительные сооружения, способные существенно задержать натиск противника. При атаке снижают показатель брони героев противника, делая их более уязвимыми для любых видов урона. Форты всегда прилегают к цитадели и неуязвимы до тех пор, пока не будет уничтожена крепость, расположенная дальше по линии.
- Исцеляющие фонтаны — объекты, при использовании которых игрок восстанавливает некоторое количество здоровья и маны. Время восстановления — 120 секунд. Фонтаны неуязвимы, но разрушаются при уничтожении ближайшей крепости или форта.
- Линии обороны — строения, находящиеся перед фортами и крепостями. Состоят из стен, двух башен и ворот.

На карте Альтеракский перевал роль цитадели играет огромный неигровой персонаж, способный передвигаться и атаковать в небольшой области.
У героя Абатура есть специальный талант, позволяющий призывать МУЛ (рабочего из игры StarCraft II), который ремонтирует находящиеся рядом повреждённые строения — в том числе цитадель. Уничтоженные строения восстановить уже нельзя.
На некоторых картах встречаются сторожевые башни, захват которых обеспечивает непрерывный обзор прилегающих территорий. Для того, чтобы захватить сторожевую башню, необходимо, чтобы в течение нескольких секунд в области вокруг неё находились герои одной команды и не находились герои противника. Наблюдательная позиция может быть перезахвачена другой командой в любой момент.
Помимо этого, каждая карта обладает уникальной геймплейной особенностью. Периодически на любой карте начинаются задания для игроков, по мере выполнения которых команды будут получать те или иные преимущества — например, обстрел сооружений противника или же появление мощных юнитов на стороне одной из команд.

### Воины и лагеря наёмников
Игрокам помогают воины под управлением ИИ (разг. «крипы»), которые периодически появляются на базах обеих команд одновременно и отправляются сражаться друг с другом по линиям. Сила и состав отрядов в начале игры идентичны. Но, в зависимости от уровня команды, а также от количества уничтоженных вражеских фортов, отряд воинов усиливается. В случае уничтожения и крепости, и форта на одной из линий к союзническому отряду присоединяется один дальнобойный осадный юнит (катапульта, баллиста, или «циклон» из Starcraft II в зависимости от карты). Уничтожение мага (воина, присутствующего в единственном экземпляре, идущего примерно в середине отряда) даст герою сферу регенерации, восстанавливающую здоровье. Некоторые герои также имеют возможность призывать юнитов своими способностями.
Помимо этого, на картах присутствуют лагеря наёмников, которые можно захватить, победив их обитателей, в результате чего лагерь станет на некоторое время недоступен для повторного захвата, а на сторону захватчика встанут побеждённые обитатели лагеря. Некоторые герои имеют таланты для подкупа наёмников, позволяющие склонить их таким образом на свою сторону без применения силы (не действует на боссов). Наёмники в лагерях различаются на разных картах. Лагеря бывают трёх типов:
- Бойцовский лагерь, состоящий из трёх крепких воинов и одного мага или же состоящий из падшего-шамана и двух гончих. Также встречаются три «Голиафа» и «Ворон», все четверо атакуют в дальнем бою.
- Осадный лагерь, состоящий из двух великанов, крайне неэффективных в ближнем бою, однако способных уничтожать вражеские башни и укрепления с безопасного расстояния с помощью метательных камней; либо состоящий из трёх огнемётчиков, сражающихся на малой дистанции, но снижающих противнику броню; либо состоящий из трёх копейщиков или гноллов (на Альтеракском перевале).
- Босс — существо, обладающее огромной силой и здоровьем, которое способно в одиночку убить нескольких игроков. Боссы невосприимчивы практически ко всем видам контроля (таким как оглушение или отталкивание).

Погибшие герои возрождаются по истечении времени, зависящего от текущего уровня команды и особенностей героя.

### Здоровье и мана
Мана и здоровье медленно восстанавливаются с течением времени, а также могут быть восстановлены героями-лекарями или при использовании фонтана и поднятии сфер регенерации. Некоторые герои не имеют маны как таковой либо имеют её аналог, как, например, «ярость» у Сони или «энергия» у Лейтенанта Моралес, которые колодцем не восстанавливаются.
Помимо этого, у каждой команды на базе есть «Зал штормов» — область, расположенная за цитаделью, где здоровье и мана героев быстро восстанавливаются, а сами герои становятся неуязвимыми. Враги попасть в это место не могут. Также посадка на транспорт там осуществляется мгновенно и не имеет отката. Любой герой может перенестись в «Зал штормов» из любой точки карты, воспользовавшись способностью «Камень возвращения». Если в процессе перемещения герой получает урон, то перемещение отменяется.

### Способности
Способности и умения делятся на пассивные и активные. Пассивные действуют всегда и не требуют какого-либо контроля со стороны игрока (к примеру, постоянная прибавка к урону по наёмникам), тогда как активные способности срабатывают мгновенно и применяются нажатием горячих клавиш. При достижении командой 10-го уровня всем её игрокам предлагается выбор между двумя героическими способностями (разг. ульта от англ. ultimate), которые могут существенно повлиять на исход боя. Герой Вариан получает выбор между героическими способностями на 4-м уровне, Хроми — на 8-м, Трейсер — в самом начале игры. Также некоторые таланты могут не усиливать имеющиеся способности, а пассивно улучшать характеристики героя либо давать новые активные способности.
Существуют способности, которые могут накапливать несколько зарядов, что позволяет использовать их неоднократно.

### Транспорт
В игре есть индивидуальный транспорт (разг. «маунт»). Транспорт увеличивает скорость передвижения на 30%, однако при получении любого урона или применении активной способности герой автоматически спешивается. Некоторые герои не используют транспорт — вместо этого у них свои альтернативы (к таким героям относятся Потерявшиеся Викинги, Фалстад, Дехака, Светик, Лунара, Сержант Кувалда, Пробиус, Медив, Абатур, Лусио и Смертокрыл).

### Игровые режимы
В игре доступно восемь режимов:
- Обучение основным аспектам игры.
  - Тренировка — игра с ИИ-союзниками против команды ИИ-соперников на сложности «Новичок».
- Против ИИ — совместная с другими игроками или четырьмя ИИ-союзниками игра против команды ИИ-соперников. Игрок может выбрать сложность ИИ («Новичок», «Рекрут», «Адепт», «Ветеран», или «Эксперт»). Количество получаемого после игры опыта увеличивается вместе с выбранной сложностью.
- Быстрая игра с игроками, которые случайно подбираются службой Blizzard. Игроки выбирают героев до начала подбора команд.
- Лига героев — рейтинговые игры с поочерёдным драфтом (выбором героев) в одиночку или с командой. При начале игры в «Лиге героев» нужно пройти квалификацию — серию из трёх матчей, определяющую начальный ранг.
- Драфт без рейтинга — быстрая игра с поочерёдным драфтом, как в режиме «Лига героев», но без рейтинга.
- Своя игра — режим, в котором игрок имеет возможность настроить все аспекты игры: выбрать карту, сформировать состав команд, указать количество и силу компьютерных игроков. Также в этом режиме к игре могут присоединиться шесть зрителей.
- ARAM («All Random, All Mid») — особый режим, представляющий собой набор карт с одной линией, выбирающихся случайным образом. Они не имеют особых задач, но на каждой присутствуют специальные генераторы сфер регенерации. При этом «Залы штормов» не восстанавливают героям здоровье и ману, а цитадель не имеет регенерируемых щитов. Герои выбираются прямо в матче из трёх случайных. При этом некоторые герои и таланты заблокированы, «Камень возвращения» не действует и время возрождения героев уменьшено.

### Повышение уровня профиля
После матча всем участникам начисляется небольшое количество золота (внутриигровой валюты) и опыта (зависящего от опыта, набранного командой за всю игру). Награда за матч увеличивается в случае победы в виде небольшой надбавки к золоту и опыту. Также дополнительный бонус можно получить за первую победу за день (доступен один раз в 20 часов). Кроме того, если игрок купит «Стимуляторы» за реальные деньги или получит их из контейнера, количество получаемого опыта возрастёт в два раза, а количество получаемого золота — на 150%. Также все игроки из обеих команд получают прирост опыта в 5% за каждого игрока со «стимуляторами», за исключением себя. Существуют и другие бонусы к опыту, приведённые в таблице:
| Условие            | Бонус, % |
| ------------------ | -------- |
| Игра с другом      | 25       |
| 2 игрока в группе  | 25       |
| 3 игрока в группе  | 33       |
| 4 игрока в группе  | 42       |
| 5 игроков в группе | 50       |
| Игра в Лиге героев | 25       |
|                    |          |

Весь накопленный за матч опыт начисляется тому герою, который в нём участвовал. Накопив достаточное количество опыта, герой повышает свой уровень, а игрок получает контейнер, который может содержать героев, облики, или другие декоративные награды. Уровень героя неограничен. Список наград за достижение новых уровней героя представлен в таблице:
| Уровень героя     | Награда                                             |
| ----------------- | --------------------------------------------------- |
| 5-й уровень       | Портрет героя                                       |
| 15-й уровень      | Особый портрет героя и особая провокация 1 уровня   |
| 25-й уровень      | Особая провокация 2 уровня                          |
| 50-й уровень      | Особая провокация 3 уровня                          |
| 75-й уровень      | Особая провокация 4 уровня                          |
| 100-й уровень     | Особая провокация 5 уровня                          |
| Каждый уровень    | Обычный контейнер                                   |
| Каждые 5 уровней  | 500 золотых                                         |
| Каждые 10 уровней | Контейнер героя (содержащий один предмет для героя) |

Повышая уровень героя, игрок повышает уровень своего профиля, который также неограничен. Список наград за достижение новых уровней профиля представлен в таблице:
| Уровень игрока     | Награда                                                |
| ------------------ | ------------------------------------------------------ |
| 1-й уровень        | Первые 10 героев в свободном доступе                   |
| 5-й уровень        | 11-й герой в свободном доступе                         |
| 10-й уровень       | Стимуляторы на 7 дней и 12-й герой в свободном доступе |
| 15-й уровень       | 13-й герой в свободном доступе                         |
| 20-й уровень       | 14-й герой в свободном доступе                         |
| Каждые 5 уровней   | 1 редкий контейнер                                     |
| Каждые 25 уровней  | 150 кристаллов и 1 эпический контейнер                 |
| Каждые 100 уровней | Изменение рамки портрета профиля                       |

### Ежедневные задания
После достижения шестого уровня игрок начнёт получать ежедневные задания, при выполнении которых он получит определённое количество золота. Размер награды варьируется от 200 до 800 золота в зависимости от задания.
Кроме того, в игре присутствуют задания, посвящённые определённым событиям, за которые также назначается награда (портреты, транспорт, граффити, знамёна).

## Классификация персонажей
Каждый герой владеет уникальными способностями и имеет собственную ветвь развития — перечень талантов, предлагаемых на новых уровнях.
Герои классифицируются по роли и вселенной.
Вселенные:
- Warcraft
- StarCraft
- Diablo
- Overwatch
- Нексус[2]

Классы:
- Танк — живучие герои, чья задача — прикрывать союзников и накладывать эффекты контроля на врагов.
- Рубака — живучие герои, чьи способности направлены большей частью на нанесение урона.
- Убийца ближнего боя — герои с невысоким здоровьем, специализирующиеся на нанесении урона в ближнем бою.
- Убийца дальнего боя — герои с невысоким здоровьем, специализирующиеся на нанесении урона в дальнем бою.
- Лекарь — персонажи поддержки, имеющие исцеляющие способности и способные усиливать характеристики союзников.
- Поддержка — герои поддержки, помогающие команде другими способами помимо исцеления (например, поглощением опытом с линий, разведкой или накладыванием щитов).

## Разработка
Карта для игры StarCraft II: Wings of Liberty под названием Blizzard DOTA была анонсирована наравне с остальными модами на выставке BlizzCon в 2010 году. Карта была показана лишь для ознакомления с редактором карт StarCraft II. В 2011 году, на BlizzCon 2011, было объявлено о полном перезапуске проекта. В сравнении с показанным на BlizzCon 2010, игровой процесс игры получил положительные отзывы: были оценены простота освоения и проделанная над игрой работа.
В преддверии выхода Dota 2 Роб Пардо, один из президентов Blizzard Entertainment, судился с Valve из-за торговой марки игры, перекочевавшей из карты для Warcraft III. 11 мая 2012 года Blizzard и Valve объявили, что спор разрешён: Valve сохраняют товарный знак Dota, а Blizzard меняют название Blizzard DOTA на Blizzard All-Stars.
В июне 2012 Дастин Броудер, директор StarCraft II, сообщил, что Blizzard All-Stars не имеет даты релиза, и предположил, что он произойдёт после выхода StarCraft II: Heart of the Swarm. В интервью в январе 2013 года он отметил, что разработка проекта не закончена. Броудер сообщил в августе 2013, что несколько разработчиков перемещены из команды разработки StarCraft II: Heart of the Swarm в команду Blizzard All-Stars, как и некоторые дизайнеры.
В августе 2013 года, на выставке GamesCom было объявлено о переходе игры в стадию закрытого альфа-тестирования. Президент Blizzard Майк Морхейм сказал, что игра достигла значительных результатов. Охарактеризовав игру как Action-RTS, он отметил, что разработчики не хотели повторять жанр и искали что-то своё. Над игрой работала команда, оставшаяся от роспуска проекта Project Titan. 17 октября 2013 года название игры изменилось на Heroes of the Storm.
Гейм-директор Дастин Броудер рассказал о некоторых режимах игры на BlizzCon 2013. Он также отметил, что доступ для регистрации на закрытое бета-тестирование доступен на официальном сайте. 13 марта 2014 года игра перешла в стадию альфа-тестирования. Доступ к нему получили ограниченное количество игроков из США, представители прессы, а также друзья и члены семей сотрудников Blizzard.
25 апреля 2017 года игра получила глобальное обновление, известное как Heroes of The Storm 2.0, изменившее систему прогресса и экономику в игре. Появились дополнительные внутриигровые валюты, лутбоксы и новые виды косметических предметов: спреи, знамёна, смайлики и реплики.

### Прекращение активной разработки
13 декабря 2018 года президент Blizzard Аллен Брак и директор по развитию выпустили совместное обращение, объявив о переводе части разработчиков из команды Heroes of the Storm на другие проекты, в связи с чем игра перешла в стадию «долгосрочной поддержки». Кроме того, Blizzard отменила ежегодные киберспортивные соревнования по Heroes of the Storm — Heroes Global Championship и студенческого чемпионата Heroes of the Dorm. Представители киберспортивного сообщества не были готовы к этому событию: ещё на BlizzCon 2018 их уверяли, что чемпионат HGC продолжит проводиться. Производственный директор Каэо Миллер подтвердил на официальном форуме Heroes of the Storm, что игра продолжит получать обновления и новый контент, но реже.
В июле 2022 года Blizzard официально сообщила о прекращении масштабных обновлений Heroes of the Storm — оставшиеся в команде разработчики будут лишь поддерживать техническую работоспособность игры.

## Оценки игры
| Сводный рейтинг       | Сводный рейтинг |
| Агрегатор             | Оценка          |
| --------------------- | --------------- |
| GameRankings          | 85,31 %         |
| Metacritic            | 86/100          |
| Иноязычные издания    |                 |
| Издание               | Оценка          |
| Destructoid           | 9,5/10          |
| GameRevolution        | [ 28 ]          |
| GamesRadar+           | [ 29 ]          |
| IGN                   | 8,0/10          |
| PC Gamer (US)         | 84/100          |
| Polygon               | 7,5/10          |
| The Escapist          | [ 33 ]          |
| Русскоязычные издания |                 |
| Издание               | Оценка          |
| «Игромания»           | 9,0/10          |

Игра получила высокие оценки критиков. GameRankings, проанализировав 27 рецензий, вывел среднюю оценку, равную 85,31 %. Metacritic, опираясь на 36 рецензий, выставил среднюю оценку 86/100.
Большинство критиков сходится во мнении, что, несмотря на внешнюю казуальность и отказ от многих известных аспектов MOBA-игр, игра сложнее и глубже, чем кажется, и называть её «просто казуальной игрой» в корне неправильно. Более того, некоторые критики считают, что Heroes of the Storm — это классическая MOBA-игра, из которой удалены все скучные моменты, а оставлено только самое лучшее. Некоторые, напротив, считают, что Heroes of the Storm — простая и незатейливая MOBA-игра, которая прекрасно подойдёт тем, кому классические MOBA-игры показались слишком сложными. Однако даже эти издания выставили игре положительную оценку.
Кроме того, практически все критики отмечают низкий порог вхождения, хороший, хоть и не идеальный баланс, достойный дизайн уровней и большую проделанную работу над игрой. Некоторые критики обращают внимание на сбалансированную динамику и интересные эксперименты с механикой.
С другой стороны, критики отмечают малое количество героев, слабый матчмейкинг и дороговизну предметов в магазине. IGN поставила оценку на 8,0 из 10, пояснив, что «предыдущая оценка (6,5 из 10) больше не отображает положение Heroes of the Storm благодаря постоянным обновлениям игры».
Игра заняла третье место в опросе журнала «Игромания» «Лучшее PvP года 2015». В 2016 году игра получила награду «Стратегия/симулятор года» (англ. Strategy/Simulation Game of the Year) от Академии интерактивных искусств и наук.